# Chiisana Koi no Uta
Chiisana Koi no Uta (小さな恋のうた, auf Deutsch etwa „Ein kleines Liebeslied“) ist ein Lied der japanischen Punkband Mongol800 aus dem Album Message, das am 16. September 2001 auf dem japanischen Markt veröffentlicht wurde.
Obwohl das Lied nicht als Single herausgegeben wurde, entwickelte es sich zu einem Signature Song der Gruppe, der vielfach gecovert wurde und Basis für die Produktion eines Kinofilms war.

## Komposition und Liedtext
Der Liedtext wurde von Bassist und Sänger Kiyosaku Uezo geschrieben, während die übrigen Mitglieder der Gruppe die Melodie des Liedes komponierten. Die Haupttonart des Stückes ist B-Dur, die Taktart ein 4⁄4-Takt und es weist ein Tempo von 116 Bpm auf. In einem Interview mit Rina Sako von der Entertainment-Webseite Natalie.mu aus dem Jahr 2019 erklärte Uezo, dass er die Haupttonart des Liedes gar nicht gekannt habe, als er es geschrieben habe. Laut Uezo beginnt das Lied mit einem tiefen Ton und geht später in einen höher klingenden Refrain über. Im gleichen Interview sagte er, dass er im Liedtext auf die Personalpronomen 僕 boku („ich“) und 君 Kimi („du“) verzichtet habe, weil er so etwas wie die Angewohnheit der Einwohner Okinawas habe, keine Personalpronomen der ersten Person zu nutzen. Ihm sei stattdessen die höflichere Anrede あなた anata passender erschienen. Das Lied zeichnet sich durch eine einfache, sich wiederholende Akkordfolge aus und ist daher leicht zu lernen.
Laut Hasumi Aku von Utaten handelt das Lied von einer Liebe zwischen zwei Personen, die gemeinsam auf einer kleinen Insel aufgewachsen sind und sich seit frühester Kindheit kennen, ehe sie irgendwann voneinander getrennt werden. Der Text, der aus der Sicht des Jungen geschrieben ist, zeigt den weiteren Verlauf der „Liebesgeschichte“ auf und beschreibt seine Gefühle zu dem Mädchen, die sich niemals ändern werden. In einem Interview aus dem Jahr 2019 erklärte Schauspieler Gordon Maeda, der im gleichnamigen Kinofilm die Rolle des Shinji Fukumura spielte, dass er Chiisana Koi no Uta zunächst für ein einfaches Liebeslied gehalten habe. Beim Lesen und Studieren des Liedtextes sei ihm klar geworden, dass das Lied auch die Gefühle und die Verbundenheit der Musiker zu Okinawa zum Ausdruck bringt.

## Veröffentlichung
Chiisana Koi no Uta ist das dritte Lied auf dem zweiten Studioalbum Message, das am 16. September 2001 auf dem japanischen Markt veröffentlicht wurde. Das Album ist das erste bei einem Independentlabel veröffentlichte musikalische Werk in der Geschichte Oricons, das mehr als eine Million Tonträger absetzen und Platz eins der heimischen Albumcharts erreichen konnte. Chiisana Koi no Uta wurde weder vor noch nach der Albumveröffentlichung als Single ausgekoppelt.

## Coverversionen
Das Lied wurde von mehr als 60 überwiegend japanischen Musikern und Musikgruppen gecovert, die unterschiedliche Erfolge erzielten. Die kommerziell erfolgreichste Coverversion des Liedes erschien 2009 von Yui Aragaki und wurde zwischenzeitlich von der Recording Industry Association of Japan mit einer Goldenen Schallplatte im Klingelton-Segment ausgezeichnet. Bei ihrer Coverversion wurde sie von 3000 Schülern und Schülerinnen musikalisch begleitet.
Ein weiteres erfolgreiches Cover stammt von dem japanischen Musiker Amatsuki aus dem Jahr 2016. Dessen auf YouTube veröffentlichtes Musikvideo erreichte inzwischen die Marke von 100 Millionen Aufrufen. Auch die Schauspielerin Minami Hamabe coverte Chiisana Koi no Uta im Rahmen einer Werbekampagne für Line Music. Diese Coverversion erreichte im Mai 2019 Platz 32 der japanischen Billboard-Charts, nachdem der auf dem Lied basierende Film in den japanischen Kinos angelaufen war.
Im Zuge eines speziellen Musikevents in der Präfektur Gunma wurde das Lied im Juni 2024 von 1000 Musikern gleichzeitig gespielt. Für diese Veranstaltung wurden 200 Sänger und Bassisten, 500 Gitarristen und 100 Schlagzeuger aus ganz Japan eingeladen.
Folgende Künstler haben Chiisana Koi no Uta gecovert:
| - 2002: Tomoe Sawa - 2006: Yurika Ōyama - 2007: Hearts Grow - 2008: Andrew W.K. - 2009: Yui Aragaki (JP: Gold (Digital)) - 2010: Kumi Kōda - 2010: Little Turtles - 2012: BENI - 2012: Kohei Otomo - 2012: Masayuki Suzuki - 2015: FLiP - 2016: Amatsuki | - 2018: Minami Hamabe - 2018: Humbert Humbert - 2018: Rie Takahashi A - 2018: Minami Takahashi & Ayane Sakura B - 2019: Chiisana Koi no Uta Band - 2019: Orange Range - 2019: Leona Shishigami & Warabeda Meiji - 2020: JUJU - 2020: Tiara - 2023: Manaka Iwami C - 2023: WANIMA - 2024: Sumire Uesaka D |

## Kinofilm
Der Kinofilm Chiisana Koi no Uta wurde im Mai 2018 angekündigt und basiert auf dem Lied. Er kam am 24. Mai 2019 in die japanischen Kinos. Das Titellied ist ebenfalls eine Coverversion des Mongol800-Liedes und wurde von der Chiisana Koi no Uta Band eingesungen. Die Mitglieder der Gruppe erhielten ebenfalls eine Rolle. Kenya Hirata, der das Drehbuch des Films schrieb, verfasste zudem eine Romanversion, die am 15. März 2019 über den Verlag Kodansha erschien.

## Nutzung

### In Film und Fernsehen
Chiisana Koi no Uta war als Insert-Song in mehreren Folgen des Fernsehdramas Operation Love zu hören, das 2007 im japanischen Fernsehen ausgestrahlt wurde. Die Coverversionen der Synchronsprecherinnen Rie Takahashi, Ayane Sakura, Minami Takahashi und Manaka Iwami wurden zudem in den Anime-Produktionen Nicht schon wieder, Takagi-San, Asagao to Kase-san., The Angel Next Door Spoils Me Rotten und Alya flüstert mir auf Russisch süße Worte zu genutzt.
Eine von der japanischen Sängerin Salyu eingesungene Version des Liedes wurde in einem Kreditkarten-Werbespot von Mitsubishi genutzt.

### Bücher
Die Noten des Liedes wurden in Schulbüchern für Drittklässler abgedruckt. Chiisana Koi no Uta wird im zweiten Band des Musikromans Sutopi torabera hanami. von Rinako Shibano, welches an Vorschulkinder gerichtet ist, aufgegriffen und thematisiert.

## Erfolg
Chiisana Koi no Uta ist in Japan ein sehr beliebtes und populäres Lied beim Karaoke. Laut dem japanischen Musikkritiker Tomonori Shiba, der in seinem 2021 veröffentlichten Buch Heisei no hitto-kyoku (平成のヒット曲 „Heisei-Hits“) unter anderem über das Lied schrieb, belegte dieses zehn Jahre hintereinander die Spitzenposition der heimischen Karaokecharts. Er schrieb, dass das Werk nach Abflauen des kommerziellen Erfolges des Albums Message „aus den Händen der Musiker“ gelangt sei und inzwischen „für sich selber“ stehe. Als Gründe für die Beliebtheit des Liedes wurden die simple Melodie und der einfache Liedtext genannt. Der Liedtext enthält ausschließlich einfach verständliche Sätze. Selbst 20 Jahre nach seiner Erstveröffentlichung auf dem Album Message gilt Chiisana Koi no Uta als eines der beliebtesten Lieder, die beim Karaoke gesungen werden. Im DAM-Ranking der Daiichi Kosho Company, das über die gesamte Heisei-Zeit geführt wurde, kam es auf Platz eins der meistgesungenen Lieder eines männlichen Interpreten. Das Lied erreichte acht Jahre hintereinander einen Platz in den Top-30 der meistgesungenen Karaoke-Liedern innerhalb eines Jahres in Japan. Zwischen 2013 und 2019 war Chiisana Koi no Uta dabei noch sechsmal in den Top-Ten der Oricon-Karaoke-Jahrescharts zu finden.
In den Digital-Song- und den Streamingcharts des Medienunternehmens Oricon erreichte das Lied mit Platz 25 bzw. 38 seine Höchstpositionen und konnte sich knapp 90 bzw. 210 Wochen lang in den Bestenlisten platzieren. Das Lied platzierte sich erstmals im Jahr 2013 in den Billboard Japan Hot 100 und konnte im Jahr 2019 mit Platz 28 seine Höchstposition erreichen. Chiisana Koi no Uta verblieb mit Unterbrechungen insgesamt 40 Wochen in den von Billboard Japan publizierten Singlecharts. In den Jahrescharts der Billboard Japan Hot 100 für das Jahr 2019 belegte das Stück Platz 67.
Im Dezember 2021 meldete Billboard Japan, dass das Lied die Marke von 100 Millionen Musikstreamings in Japan überschritten habe. Dabei ist es nach dem Stück Hanabi von Mr. Children erst das zweite Lied aus den 2000ern, die diese Marke überschreiten konnte. Laut einem Bericht von Oricon belegte Chiisana Koi no Uta den dritten Platz der meistgehörten Lieder der 2000er-Jahre in Japan auf Spotify, hinter den Liedern Zenryoku Shōnen von Sukima Switch und Hanabi von Mr. Children. Das Lied erzielte im Jahr 2002 laut einem Bericht der JASRAC die viertmeisten Einnahmen im Klingelton-Segment.
Das Lied war für eine Nominierung bei den ersten Music Awards Japan berechtigt und befand sich in den Kategorien Best Japanese Song und Best J-Rock Song auf der Longlist, wurde aber letztendlich nicht nominiert. Im Jahr 2019 wurde das Lied mit der Silbermedaille bei den NexTone Awards ausgezeichnet. Der Preis wird an musikalische Werke verliehen, die innerhalb eines Fiskaljahres die höchsten Lizenzeinnahmen generieren konnten.

### Belege
1. ↑  小さな恋のうたMONGOL800. In: Uta-net.com. Abgerufen am 15. Juli 2024 (japanisch).
2. ↑  小さな恋のうた. In: Musicstax.com. Abgerufen am 15. Juli 2024 (mehrsprachig).
3. 1 2  Rina Sako: FOMARE「FORCE」特集 / アマダシンスケ（FOMARE）×キヨサク（MONGOL800）対談. In: Natalie.mu. 12. Juli 2019, abgerufen am 19. Juli 2024 (japanisch).
4. ↑  Sayaka Yabe: 『小さな恋のうた』佐野勇斗×山田杏奈×眞栄田郷敦インタビュー｜初共演の3人が談笑、バンド練習期間中に“オリジナルソング”作成秘話明かす. In: Eigaland.com. 23. Mai 2019, abgerufen am 20. Juli 2024 (japanisch).
5. ↑  Takaharu Abe: Vol. 4 横山優也（KOTORI）が語る軽音楽部の魅力. In: Natalie.mu. 4. April 2024, abgerufen am 20. Juli 2024 (japanisch).
6. ↑  Hasumi Aku: MONGOL800「小さな恋のうた」が奏でる2人の思いとは? In: Utaten.com. 9. Juni 2019, abgerufen am 19. Juli 2024 (japanisch).
7. ↑  Yoko Hanasaki: 「初出演、初映画の作品がこの映画で本当に良かった」映画『小さな恋のうた』で俳優デビューを果たした注目の若手俳優・眞栄田郷敦インタビュー. In: Kansai.pia.co.jp. 31. Mai 2019, abgerufen am 19. Juli 2024 (japanisch).
8. ↑  MONGOL800「MESSAGE」の歌詞一覧リスト. In: Uta-net.com. Abgerufen am 21. Juli 2024 (japanisch).
9. ↑  Message. In: Oricon. Abgerufen am 21. Juli 2024 (japanisch).
10. ↑  モンパチのアルバム、ミリオン到達　インディーズで初. In: Sanspo.com. Archiviert vom Original am 5. Oktober 2003; abgerufen am 21. Juli 2024 (japanisch).
11. ↑  Mako Sakamoto: モンパチ、200万枚売ってもインディーズの理由　名曲を映画化. In: Withnews.jp. 27. Mai 2019, abgerufen am 21. Juli 2024 (japanisch).
12. ↑  「小さな恋のうた」キヨサク×平田研也×山城竹識インタビュー. In: Natalie.mu. 23. Mai 2019, abgerufen am 19. Juli 2024 (japanisch).
13. ↑  ダウンロード認定検索. RIAJ.or.jp, abgerufen am 19. Juli 2024 (japanisch).
14. ↑  ガッキー、中高生3000人と巨大ユニット結成 モンパチ「小さな恋のうた」をカバー. In: Oricon. 9. Oktober 2009, abgerufen am 20. Juli 2024 (japanisch).
15. 1 2 3 4  MONGOL800「小さな恋のうた」ストリーミング累計1億回再生突破　2000年代リリース曲としては史上2曲目. In: Billboard Japan. 1. Dezember 2021, abgerufen am 15. Juli 2024 (japanisch).
16. ↑  1000人ロック、今年はモンパチ「小さな恋の歌」　群馬・渋川市で6月. In: Kitakan-navi.jp. 12. Februar 2024, abgerufen am 20. Juli 2024 (japanisch).
17. ↑  【動画】モンパチの名曲を一斉に演奏、650人の熱気広がる　群馬・渋川市で「1000人ROCK」　. In: Jomo News. 2. Juni 2024, abgerufen im Juli 2024 (japanisch).
18. ↑  沢知恵「小さな恋の歌」. In: Billboard Japan. Abgerufen am 21. Juli 2024 (japanisch).
19. ↑  大山百合香、モンゴル800メンバーが手掛けたニュー・シングルを発表！ In: CDJournal.com. 27. Juli 2006, abgerufen am 15. Juli 2024 (japanisch).
20. ↑  Hearts GrowカバーのMONGOL800「小さな恋のうた」リング・バック・トーン配信!! In: Sony Music Entertainment Japan. 8. August 2007, abgerufen am 15. Juli 2024 (japanisch).
21. ↑  アンドリューW.K.　邦楽カバー・アルバム『一発勝負〜カヴァーズ』収録曲決定！ In: Rockin’ On! Japan. 5. November 2008, abgerufen am 15. Juli 2024 (japanisch).
22. ↑  ガッキー、中高生3000人と巨大ユニット結成 モンパチ「小さな恋のうた」をカバー. In: Oricon. 9. Oktober 2009, abgerufen am 15. Juli 2024 (japanisch).
23. ↑  欧陽菲菲からCOMPLEXまで、倖田來未のJ-POPカバー集. In: Natalie.mu. 15. September 2010, abgerufen am 15. Juli 2024 (japanisch).
24. ↑  美声男性デュオが「小さな恋のうた」をバラードカバー. In: Natalie.mu. 16. April 2010, abgerufen am 15. Juli 2024 (japanisch).
25. ↑  BENI、「COVERS 2」で達郎、尾崎、桑田ら英語詞カバー. In: Natalie.mu. 28. September 2012, abgerufen am 15. Juli 2024 (japanisch).
26. ↑  大友康平、カバー集でオリラブやモンパチ熱唱＆難聴を告白. In: Natalie.mu. 7. November 2012, abgerufen am 15. Juli 2024 (japanisch).
27. ↑  鈴木雅之シングルでモンパチ「小さな恋のうた」カバー. In: Natalie.mu. 13. Juni 2012, abgerufen am 15. Juli 2024 (japanisch).
28. ↑  FLiP、新作『BIRTH』のジャケット＆最新アーティスト写真公開. In: Rockin’ On! Japan. 8. April 2015, abgerufen am 15. Juli 2024 (japanisch).
29. ↑  天月-あまつき-、最新シングルにMONGOL800の“小さな恋のうた”カバー収録. In: Rockin’ On! Japan. 25. Oktober 2016, abgerufen am 15. Juli 2024 (japanisch).
30. ↑  ハンバート ハンバート20周年記念アルバムにキセルと歌う「おなじ話」. In: Natalie.mu. 1. Mai 2018, abgerufen am 15. Juli 2024 (japanisch).
31. ↑  「からかい上手の高木さん」新EDはMONGOL800「小さな恋のうた」. In: Ota-suke.jp. 6. März 2018, abgerufen am 15. Juli 2024 (japanisch).
32. ↑  「あさがおと加瀬さん。」関連CD3枚が同時発売、2人の「小さな恋のうた」聴ける. In: Natalie.mu. 17. April 2018, abgerufen am 15. Juli 2024 (japanisch).
33. ↑  NHK「The Covers」で中島美嘉、ORANGE RANGE、岡崎体育が名曲カバー. In: Natalie.mu. 7. Februar 2019, abgerufen am 15. Juli 2024 (japanisch).
34. ↑  「IMAGINATION vol.2」収録デュエット曲・参加者全員によるボーナストラック曲が決定！〜数量限定CDの法人別オリジナル特典／メーカー特典も実施決定〜. In: RKMusic.jp. 4. Oktober 2019, abgerufen am 15. Juli 2024 (japanisch).
35. ↑  JUJUがキリンジ、GLAY、小田和正ら男性アーティスト限定のカバーアルバムリリース. In: Natalie.mu. 25. August 2020, abgerufen am 15. Juli 2024 (japanisch).
36. ↑  Tiaraメジャー10周年記念オールタイムベスト3カ月連続配信、本日第1弾コラボソング集リリース. In: Natalie.mu. 7. Oktober 2020, abgerufen am 15. August 2024 (japanisch).
37. ↑  「お隣の天使様」EDは真昼が歌う「小さな恋のうた」、真昼と旅気分味わえる新企画も. In: Natalie.mu. 14. Januar 2023, abgerufen am 15. Juli 2024 (japanisch).
38. ↑  MONGOL800トリビュート第2弾にミセス、WANIMA、フォーリミ、満島ひかり、Awichら参加. In: Natalie.mu. 8. September 2023, abgerufen am 15. Juli 2024 (japanisch).
39. ↑  Marko Jovanovic: Roshidere Reveals New Ending Video for Episode 5 With Another Song by Alya. In: Animecorner.me. 31. Juli 2024, abgerufen am 31. Juli 2024 (englisch).
40. 1 2  MONGOL800の名曲『小さな恋のうた』実写映画化. In: Oricon. 28. Mai 2018, abgerufen am 15. Juli 2024 (japanisch).
41. 1 2  佐野勇斗、森永悠希、山田杏奈、眞栄田郷敦、鈴木仁、MONGOL800「小さな恋のうた」モチーフの映画から誕生したバンドのMVフル公開. In: Spice.eplus.jp. 22. Mai 2019, abgerufen am 15. Juli 2024 (japanisch).
42. ↑  佐野勇斗＆鈴木仁ら劇中バンドでCDデビュー！『小さな恋のうた』沖縄イベントで発表. In: Cinemacafe.net. 5. April 2019, abgerufen am 15. Juli 2024 (japanisch).
43. ↑  映画『小さな恋のうた』は5月24日公開！特報映像も公開に. In: Cinematoday.jp. 27. Februar 2019, abgerufen am 15. Juli 2024 (japanisch).
44. ↑  小さな恋のうた. In: Kodansha. Abgerufen am 15. Juli 2024 (japanisch).
45. ↑  SalyuがMONGOL800「小さな恋のうた」をカバー、菅生新樹出演の三菱UFJニコス新CMを彩る. In: Natalie.mu. 18. Dezember 2024, abgerufen am 29. Januar 2025 (japanisch).
46. ↑  BEGIN「島人ぬ宝」の歌詞が道徳に　モンパチ「小さな恋のうた」のバンドスコアは音楽に　教科書に沖縄関連が続々. In: Okinawa Times. 24. März 2024, abgerufen am 20. Juli 2024 (japanisch).
47. ↑  Rinako Shibano: ストピトラベラー花美 Sutopi torabera hanami. Gakken, 2023, ISBN 978-4-05-205787-8, S. 159 (japanisch).
48. ↑  ハラミちゃん監修の音楽小説『ストピトラベラー花美　千本桜に願いをこめて』が12月14日発売！　ボカロ曲「千本桜」、アニソン「残酷な天使のテーゼ」、J-POP「小さな恋のうた」などが登場. In: PRTimes.jp. 14. Dezember 2023, abgerufen am 20. Juli 2024 (japanisch).
49. 1 2  Tomonori Shiba: 平成のヒット曲. (Heisei no hitto-kyoku, etwa: „Heisei-Hits“) (= 新潮新書 Shinchō shinsho. Nr. 929). Shinchōsha, Shinjuku 2021, ISBN 978-4-10-610929-4, S. 303, 147 (japanisch).
50. ↑  Tomonori Shiba: 平成のヒット曲. (Heisei no hitto-kyoku, etwa: „Heisei-Hits“) (= 新潮新書 Shinchō shinsho. Nr. 929). Shinchōsha, Shinjuku 2021, ISBN 978-4-10-610929-4, S. 303, 148 (japanisch).
51. ↑  「ハナミズキ」「小さな恋のうた」「残酷な天使のテーゼ」――令和も歌い継がれるカラオケロングヒットのわけは. In: Yahoo! Japan. 29. Februar 2024, archiviert vom Original (nicht mehr online verfügbar) am 1. März 2024; abgerufen am 15. Juli 2024 (japanisch).
52. ↑  Platzierungen in den Oricon-Karaoke-Jahrescharts (2013–2019):
  - 2013 (Platz 3): 年間　カラオケランキング2013年度. In: Oricon. Archiviert vom Original am 10. November 2014; abgerufen am 15. August 2024 (japanisch).
  - 2014 (Platz 7): 年間　カラオケランキング2014年度. In: Oricon. Archiviert vom Original am 14. Februar 2015; abgerufen am 15. August 2024 (japanisch).
  - 2016 (Platz 10): 年間　カラオケランキング2016年度. In: Oricon. Archiviert vom Original am 21. Oktober 2017; abgerufen am 15. August 2024 (japanisch).
  - 2017 (Platz 8): 年間　カラオケランキング2017年度. In: Oricon. Archiviert vom Original am 20. Juni 2018; abgerufen am 15. August 2024 (japanisch).
  - 2018 (Platz 4): 年間　カラオケランキング2018年度. In: Oricon. Archiviert vom Original am 24. September 2019; abgerufen am 15. August 2024 (japanisch).
  - 2019 (Platz 9): 年間　カラオケランキング2019年度. In: Oricon. Archiviert vom Original am 23. Dezember 2019; abgerufen am 15. August 2024 (japanisch).
53. ↑  Chartquellen Oricon:
  - デジタルシングル. In: Oricon. Abgerufen am 15. Juli 2024 (japanisch).
  - ストリーミング. In: Oricon. Abgerufen am 15. Juli 2024 (japanisch).
54. 1 2  Mongol800. In: Billboard Japan. Abgerufen am 19. Juli 2024 (japanisch).
55. ↑  Spotify、海外で今年最も再生された日本のアーティスト/楽曲TOP10発表. In: Oricon. 7. Dezember 2022, abgerufen am 19. Juli 2024 (japanisch).
56. ↑  着メロの著作権使用料は73億円とほぼ倍増 「SAKURAドロップス」がトップに. In: News.mynavi.jp. 21. Mai 2003, archiviert vom Original am 9. März 2016; abgerufen am 20. Juli 2024 (japanisch).
57. ↑  最優秀ジャパニーズソング賞 Best Japanese Song. (PDF) In: Music Awards Japan. Abgerufen am 24. April 2025 (japanisch).
58. ↑  最優秀国内ロック楽曲賞 Best J-Rock Song. (PDF) In: Music Awards Japan. Abgerufen am 24. April 2025 (japanisch).
59. ↑  「NexTone Award 2019」 （ネクストーン・アワード2019） の開催について. In: PRTimes.jp. 11. April 2019, abgerufen am 14. Mai 2025 (japanisch).